# 隆恩灣
在托爾金（J. R. R. Tolkien）小說的中土大陸裡，隆恩灣（Gulf of Lune）是切入伊瑞德隆（Ered Luin），直達伊利雅德（Eriador）的一個海灣。
隆恩灣是以隆恩河（Lhûn）命名，這是在憤怒之戰（War of Wrath）期間，貝爾蘭陸沉後才形成的海灣。貝烈蓋爾海（Belegaer）的海水擊破諾格羅德（Nogrod）及多爾梅德山（Mount Dolmed）而形成隆恩灣。
隆恩灣以北殘留的貝爾蘭地區稱為佛林頓（Forlindon），隆恩灣以南則稱為哈靈頓（Harlindon）。隆恩灣的東端則是灰港岸（Grey Havens），還有兩個較小的港口位於隆恩河的南北堤。
第二紀元時期，努曼諾爾的艦隊抵達隆恩灣，到訪吉爾加拉德（Gil-galad）旗下的諾多族（Noldor）及辛達族（Sindar）精靈。第三紀元，精靈的船隻陸續由隆恩灣往西航行，消失在西方。